# Шавельская мужская гимназия
Шавельская мужская гимназия — среднее учебное заведение Российской империи в Виленском учебном округе.

## История
Идея открыть гимназию в Шавли родилась в 1838 году. Местные помещики обратились к властям с просьбой выступить посредником в создании гимназии, обещая финансовую поддержку. Наиболее богатые (Розен, Ливен, Медем, Платон Зубов, Баранов и другие — всего 22) планировали выделить большие суммы на строительство гимназии; еврейская община Шавли внесла пожертвования в размере 30 000 рублей. В 1839 году был приобретён у помещика Йонаса Якшявичюса участок земли на Шоссейной улице и в том же году была открыта временная пятилетняя школа. Генерал-губернатор Вильно 10 декабря 1840 года дал разрешение на строительство здания будущей гимназии. В 1844 году попечитель Белорусского учебного округа обратился к правительству с просьбой перевести в Шавли Свислочскую гимназию из Гродненской губернии, вместе с учителями, книгами, мебелью и другим инвентарём; в сентябре разрешение было получено. 
Строительство двухэтажного кирпичного здания гимназии началось 21 июля 1845 года и было завершено в августе 1850 года. Директор Свислочской гимназии попросил отложить перевод, потому что учителя для своих больших семей не могли найти в Шавли дешёвые квартиры. Было принято решение оставить инвентарь в Свислоче, — для переводимой сюда из Шавли пятилетней школы. Летом 1851 года в Шавли было доставлено из Свислочи 2 тысячи томов книг. В конце июля в Шавли отправился директор гимназии Николай Васильевич Частников. Семьи семерых преподавателей получили полугодовую зарплату за переселение, а бессемейным учителям было выдано по 80 рублей. 
Наконец, 30 августа 1851 года состоялось открытие гимназии о чём её директор сообщил И. Г. Бибикову. В это время в ней находилось 297 учеников, в основном дети местных дворян и русских чиновников. Учителя были в основном русские, а обучение велось на русском языке. В первый учебный год директором школы был Н. В. Частников, инспектором Н. В. Дружинин; в числе преподавателей: православный священник П. А. Можайский, католический священник К. Мазонавичюс, учитель русского языка В. Ф. Лебедкин, учитель латыни Н. Р. Сакович, учителя математики В. О. Кондратович и А. П. Гладкий, учитель истории Ф. П. Ходзинский, учитель права П. Д. Козловский, учитель географии Ф. О. Рыбинский, учитель немецкого языка Л. И. Вальц, учитель французского языка Б. Б. Рей, учитель рисования и чистописания М. И. Пржевальский. 
Число учащихся в последующие годы увеличилось до 570, в их числе появились дети крестьян. Но после восстания число учащихся упало до 180 человек. К 1882 году их число достигло 524, но снова упало из-за новых ограничений. В 1887 году число детей евреев было ограничено до 10% от общего числа учащихся.
В 1897 году была освящена гимназическая церковь во имя Сергия Радонежского. Иконостас её был изготовлен под руководством известного архитектора Набокова.
Во время Первой мировой войны гимназия была закрыта. Учащиеся были переведены в Тулу, Воронеж и Тарусу. В здании разместился немецкий военный госпиталь. В 1922 году в историческом помещении была размещена Шяуляйская государственная гимназия.

## Персоналии
Выпускники
В числе выпускников гимназии есть немало известных личностей; в их числе:
- Вилейшис, Пятрас (вып. 1870, золотая медаль)
- Огинский, Николай Николаевич (вып. 1870)
- Бауэр, Александр Фёдорович (вып. 1873)
- Зубов, Владимир Николаевич (вып. 1881)
- Повилюс, Антон Матеушевич (вып. 1891)
- Петрулис, Альфонсас (вып. 1893)
- Шикшнис, Марцелинас (вып. 1893)
- Вишинскис, Повилас (вып. 1894)
- Кайрис, Стяпонас (вып. 1898)
- Биржишка, Миколас (вып. 1901)
- Биржишка, Вацловас (вып. 1903)
- Шалкаускис, Стасис (вып. 1905)
- Скипитис, Раполас (вып. 1909)
- Янонис, Юлюс (вып. 1915)

См. также: Выпускники Шавельской гимназии
В разные годы её оставили не получив аттестат: Циртаутас, Гаспарас (в 1862), Ландсбергис, Габриелюс (в 1870), Бабянский, Александр (в 1871), Янавичюс, Людвикас (в 1876), Дамбраускас, Александрас (в 1880), Вилейшис, Йонас (в 1891).
Директора
- 1851—1853 Частников, Николай Васильевич
- 1853—1859: Веденский, Александр Осипович
- 1859—1864: Максимов, Ефим Васильевич
- 02.04.1865—1872: Фурсов, Матвей Васильевич
- 1872—1881: Изюмов, Михаил Макарьевич
- 19.10.1881—1884: Бржезинский, Михаил Алексеевич
- 1884—1888: Шолкович, Осип Вуколович
- 1889: Яхонтов, Павел Иванович
- 21.10.1889—1895: Свирелин, Иван Владимирович
- 13.09.1895—1900: Рубцов, Александр Иванович
- 08.05.1900—1905: Якушев, Павел Гаврилович
- 01.07.1905—1907: Шумейко, Антон Иулианович
- 16.09.1907—1913: Еленевский, Василий Саввич
- 17.09.1914—1915: Сахаров, Михаил Александрович